# Puidoux
Puidoux is een gemeente en plaats in het Zwitserse kanton Vaud en maakt sinds 1 januari 2008 deel uit van het district Lavaux-Oron. Voor 2008 maakte de gemeente deel uit van het toenmalige district Lavaux.

## Geboren
- Renée Delafontaine (1921-2006), onderwijzeres en maatschappelijk werkster